# Gaetano Maria Garrasi
Gaetano Maria Garrasi (Catania, 20 november 1727 – Messina, 16 februari 1817) was een Rooms prelaat in het koninkrijk Sicilië dat hij zag opgaan in het koninkrijk der Beide Siciliën onder bestuur van het Huis Bourbon-Sicilië.

## Levensloop
Garrasi trad in bij de augustijner heremieten in het convent in de Siciliaanse stad Catania. In 1750 werd hij vervolgens tot priester gewijd.
Hij werd prior van het augustijnenconvent te Catania in de jaren 1780. 
Later werd hij genoemd voor het bisdom Lipari, waar de bisschopszetel vacant bleef van 1789 tot 1802. Koning Ferdinand III van Sicilië, de latere Ferdinand I der Beide Siciliën, wenste Garrasi echter op de aartsbisschoppelijke troon van Messina, wat pauselijke instemming kreeg (1792). In 1792 werd Garrasi tot bisschop gewijd.
In zijn jarenlang pontificaat in Messina (1792-1817) liet hij enkele van zijn predikingen publiceren in boeken. 
Na zijn overlijden bepaalde het testament dat zijn vermogen naar het Conservatorio di Santa Elisabetta te Messina ging; dit weeshuis/opvangtehuis moest van hem bruidsschatten betalen voor arme meisjes die in het huwelijk traden.